# Бикер Bü 131 Јунгман
Бикер Bü 131 Јунгман је био двокрилац за основну обуку и акробације, произведен у Немачкој пре Другог светског рата. Произведено је у преко 3.000 примерака у Немачкој а са лиценцама преко 5.000 комада.

## Пројектовање и развој
Класични двокрилац Bücker Bü 131 Jungmann је пројектовао 1932. у Берлину главни пројектант шведски инжењер Anders J. Andersson заједно са ваздухопловним инжењером Gösta B. Rytta. Највећи део прорачуна и цртежа они су направили у своје слободно време. Прототип овог авиона је направљен у рекордном времену тако да је први пробни лет обављен 27. април 1934. године.
Спортско-туристички школски авион Бикер Bü 131 Јунгман и из њега изведени акробатски авион Бикер Bü 133 Јунгмајстер су произведени у преко 5.000 примерака и извезен у преко 23 земље. Bü 181 Бестман је постао авион за обуку у немачком ратном ваздухопловству и у Bücker Flugzeugbau GmbH је од 1939 до 1945 као и у Шведској, Шпанији, Чехословачкој и Египту (после рата) произведено између 4.500 до 5.000 примерака.

## Технички опис
Авион Бикер Bü 131 Јунгман је двокрили двоседи једномоторни авион мешовите конструкције. Компактна и чврста конструкција авиона Bü 131 му је омогућавала оптерећење до „12 g”, а крилца за управљање која су се налазила и на горњим и доњим крилима омогућавале су високу маневарску способност авиону чије су акробатске способности зависиле од могућности пилота а не од авиона.
Труп му је правоугаоног попречног пресека, са полукружном горњом страном. Носећа структура трупа авиона је била направљена као заварена решеткаста конструкција од високо легираних хром молидбен челика високе чврстоће. Носач мотора је био од заварених челичних цеви. Предњи део трупа где се налазио мотор, био је пресвучен алуминијумским лимом, а остатак трупа био је обложен импрегнираним платном.
У трупу су била два седишта постављена у тандем редоследу (једно иза другог). Ученик је седео на првом месту у отвореном кокпиту а инструктор у другом, оба кокпита су била заштићена ветробранским стаклом. Ивице кабина су биле тапациране кожом што је смањивало број повреда пилота и инструктора. Кабине, горња обла површина авиона и под трупа су били од дрвета обложени дрвеном лепенком.
Авион је имао дупле команде и инструмент табле у оба кокпита. Са обе стране обе кабине су се налазила вратанца која су се отварала ка споља и то на доле што је знатно олакшавало улаз и излаз пилота из кабине.
Авион је најчешће био опремљен ваздухом хлађеним линијским мотором, Hirth HM 504 A-2 снаге од 105 KS. Пошто су код ових мотора цилиндри били окренути на доле (висећи) и нису заклањали поглед пилоту. На вратилу мотора је била причвршћена двокрака, вучна, дрвена елиса, непроменљивог корака и пречника 2,1 m.
Крила су била металне конструкције, нападне ивице крила су била обложена дрвеном лепенком а затим пресвучена импрегнираним платном, релативно танког профила са две рамењаче. Крилца за управљање авионом су се налазила на горњим и на доњим крилима. Крила су између себе била повезана са једним паром металних упорница. Затезачи су били од челичне жице. Оба крила су имала облик ромбоида истих димензија стим што је горње крило било померено према кљуну авиона у односу на доње. Оба крила су имала стреласти облик, тј. крајеви крила су била померена ка репу авиона у односу на корен. Горње крило је било прилично издигнуто у односу на труп авиона што је омогућавало пилоту бољу прегледност из кабине и лакше напуштање авиона у случају опасности. Крила су се могла веома лако демонтирати а једно крило је било тешко свега 13 kg. Конструкције репних крила и вертикални стабилизатор као и кормило правца су била направљена од металних цеви пресвучена платном. Хоринзонтални стабилизатори су били укрућени (ослоњени) челичном везом за вертикални стабилизатор.
Aвион је имао класичан стајни трап, са прења два точка опремљена гумама ниског притиска (балон гуме) и клавирски гумени точак на репу авиона као трећу ослону тачку авиона. Предњи точкови су били опремљени механичким кочницама. Стајни орган је био направљен од заварених челичних цеви, класичан фиксан са еластичном осовином, у ногама стајног трапа су били уграђени уљни амортизери. На стајни орган се веома лако могу монтирати скије или пловци. Решеткасте ноге стајног трапа су биле обложене платном, како би у лету авиона стварале што мањи аеродинамички отпор.

## Корисници
| - Пољска - Краљевина Бугарска - Краљевина Румунија - Краљевина Грчка - Холандија - Бразил - Јапанско царство | - Швајцарска - Шпанија - Чехословачка - Краљевина Мађарска - Чиле - Јужна Африка - Краљевина Југославија | - Сједињене Државе - Немачко царство - Трећи рајх - НД Хрватска - Словачка - Уругвај - Уједињено Краљевство |

## Оперативно коришћење
Авион је масовно коришћен у Луфтвафе за основну обуку пилота пре и током ра та. Користио се у преко 20 земаља и имао доста дуг век експлоатације. Био је стабилан у лету тако да је трпео грешке почетника у пилотирању. Лиценцно се производио у Швајцарској, Јапану, Чехословачкој, Пољској, Египту и Шпанији, а производња је трајала од 1934 до 1960-тих. година. У Пољској је средином деведесетих година двадесетог века обновљена производња авиона Bü 131.
Поред основне обуке пилота овај авион се користио за тренажу пилота, курирску службу, превоз особа, доставу материјала, извиђање и остале штабске послове.

### Авион Bücker Bü 131 у Југославији
Ваздухопловство Војске Краљевине Југославије (ВВКЈ) је у периоду 1939—40. увезло 50 примерака авиона Бикер Bü 131 D2 Јунгман а 1 авион истог модела је реквириран 1939. године. Ови авиони су одмах распоређени по пилотским школама. У Фабрици Утва из Панчева је монтирано 98 авиона Bü 131 D2 у периоду 1940—41; од овог броја 30 авиона је распоређено у борбене јединице као помоћни авиони а остатак су дислоцирани у неборбене јединице, углавном у пилотске школе. Тако је Bü 131 D2 био најбројнији и најновији од три стандардна основна школска авиона у Војном ваздухопловству Краљевине Југославије.